# Qiaotou (köping i Kina, Guangxi)
Qiaotou (kinesiska: 桥头镇, 桥头) är en köping i Kina. Den ligger i den autonoma regionen Guangxi, i den södra delen av landet, omkring 230 kilometer norr om regionhuvudstaden Nanning.
Genomsnittlig årsnederbörd är 2 025 millimeter. Den regnigaste månaden är juni, med i genomsnitt 383 mm nederbörd, och den torraste är februari, med 51 mm nederbörd.